# Andreas Knebel
Andreas Knebel   (Sangerhausen, 21 de juny de 1960) és un atleta alemany, ja retirat, especialista en curses de velocitat, que va competir sota bandera de la República Democràtica Alemanya durant les dècades de 1970 i 1980.
El 1980 va prendre part en els Jocs Olímpics d'Estiu de Moscou, on va guanyar la medalla de plata en la prova del 4×400 metres del programa d'atletisme. Formà equip amb Klaus Thiele, Frank Schaffer i Volker Beck.
En el seu palmarès també destaca una medalla de plata al Campionat d'Europa d'atletisme de 1982 i una d'or al Campionat d'Europa en pista coberta de 1981, ambdues en els 400 metres. A nivell nacional es proclamà campió de la RDA en els 400 metres el 1981 i 1982, en els 400 metres en pista coberta el 1981 i 1984, i en el 4x400 metres de 1981 i 1985.

## Millors marques
- 100 metres. 10.40" (1983)
- 200 metres. 20.88" (1982)[2]
- 400 metres. 45.29" (1982)[3]